# Oomph!
Az Oomph! egy német indusztriális metal zenekar.
A zenekar 1989-ben alakult Wolfsburgban. A KMFDM és a Die Krupps mellett ők az alapítói a német hard metal zenének, aminek Neue Deutsche Härte a neve.

## Tagok
- Dero (ének, dob)
- Crap (gitár, keyboard)
- Flux (gitár, sampling)

### Koncerten segédek

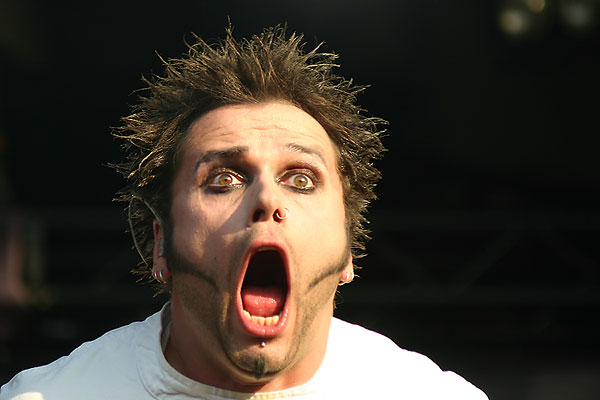
Dero az énekes és dobos egyben

- Hagen (bass gitár)
- Léo (dob)

## Stílus és albumok
Az Oomph sok stílust kever, mint például a metalt, ipari metalt, alternatív rockot, gothic rockot, de zenéjük elektronikus elemeket is tartalmaz. Az első lemez (1992.) és a sikert meghozó Sperm (1994.) lemez között a stílusuk megváltozott, és a gitár és keményebb hangzás sokkal meghatározóbb lett, bár az elektronikus alap megmaradt. Ez sok együttesre volt hatással, például a Rammsteint az Oomph! inspirálta arra, hogy hasonló zenéket készítsenek.
A frontember, Dero Goi és a gitáros, Andreas Crap Wolfsburgban, Alsó-Szászországban született. Egymáshoz közel laktak, és zenélni is együtt kezdtek, amikor általános iskolába jártak. 1989-ben találkoztak Robert Flux-szal egy fesztiválon. Így alakult meg az Oomph! együttes. Először Spanyolországban készítettek egy demo CD-t, majd miután visszatértek Németországba, sikerült szerződést kötniük a Machinery Records-nál. A debütáló lemezük, az OOMPH! is ennél a kiadónál jelent meg. Az ezután következő lemezeik ennek testvérvállalatánál, a Dynamica-nál került kiadásra. Amíg meg nem szűnt a Machinery Records, az együttes ennél a kiadónál maradt.
Az együttes végül a Virgin Schallplatten kiadónál, a Virgin Records leányvállalatánál állapodott meg. 1998 és 2001 között 3 albumot adtak itt ki, amivel teljesítették a szerződésbe foglaltakat. Ezután nem itt folytatták, mivel úgy gondolták, hogy a cég sosem kereste bennük a lehetőséget. A nagykiadó előnyeinek köszönhetően azonban az Oomph! több rajongót szerzett magának, és 1999-ben a Skunk Anansie nevű brit együttessel turnézott, ami később utat nyitott nekik a finn rockzenekar, a HIM felé. A velük való turnéról Dero bevallotta, hogy nem tartozik a legkedvesebb emlékei közé.
2004-ben került a boltokba az első kislemezük az új kiadónál, a Supersonic Records-nál. A címe Augen auf!, és ez jegyzi a fő kereskedelmi áttörést Németországban. A szám a FIFA 2005 zenéjének is a része volt.
Az együttes kilencedik stúdióalbuma, a GlaubeLiebeTod 2006. március 24-én jelent meg.
Az albumról a következő kislemezeket másolták ki: Gott ist ein Popstar, Das Letzte Streichholz, Die Schlinge, Träumst Du?.
2006. augusztus 18-án a Virgin Schallplatten kiadó megjelentetett egy összeállított gyűjteményt, 1998-2001: Best of Virgin Years. Ez az album tartalmaz számokat a három CD-ről, amik ennél a kiadónál jelentek meg, továbbá pár ritkaságot: Monolith, This Time (ez azelőtt csak az Unsere Rettung című kislemezen volt hallható), Niemand, Swallow, valamint a Gekreuzigt és Unsere Rettung számok koncertfelvételét.
Az együttes elhatárolta magát ettől a gyűjteménytől, és arra kérték a rajongókat, hogy ne vásárolják meg, mivel a zenekar jelenlegi kiadója, a GUN szintén tervbe vett egy best-of összeállítást.
Ez a hivatalos best-of összeállítás 2006. december 1-jén jelent meg a GUN kiadónál, címe Delikatessen. Az erre fölkerülő számokat maga az együttes válogatta. Az addig megjelent összes albumról kerültek rá felvételek, továbbá remixek, b-side, és meg nem jelent számok, mint például a The Power of Love és a Gekreuzigt’06.
Több változatban jelent meg, 2006. november 17-én pedig a boltokba került egy kislemez, ami a Gekreuzigt’06 és a The Power of Love számokat tartalmazta. Ennek célja a best-of gyűjtemény reklámozása volt.
2007. február 9-én került a boltokba a Träumst Du? kislemez, amelyen Marta Jandová német énekesnő is énekel. A számot a kislemez megjelenésének napján élőben játszották a Bundesvision Song Contest versenyen, ahol meg is nyerték a vetélkedőt.
Az eddigi legutolsó kislemezük 2008. január 4-én jelent meg, címe Wach auf!. A szám az Alien vs Predator 2. betétdala volt. A dalhoz videóklip is készült, ami részleteket tartalmaz a filmből.
Az Oomph! bár nem olyan ismert az USA-ban, 1993-ban föllépett egy New York-i fesztiválon. Európában már számos rendezvényen vettek részt, többek között a Wacken Open Air fesztiválon. Magyarországon még nem koncerteztek.

## Diszkográfia

### Albumok
- OOMPH! (1992)
- Sperm (1994)
- Defekt (1995)
- Wunschkind (1996)
- Unrein (1998)
- Plastik (1999)
- Ego (2001)
- Wahrheit oder Pflicht (2004)
- GlaubeLiebeTod (2006)
- Monster (2008)
- Truth or Dare (2010)
- Des Wahnsinns fette Beute(2012)
- XXV (2015)

### Válogatások
- 1991-1996: The Early Works (1998)
- 1998-2001: Best of Virgin Years (2006)
- Delikatessen (2006)
- Truth or Dare (2010)

### Szóló albumok
- Ich bin du (1991)
- Der neue Gott (1992)
- Breathtaker (1993)
- Sex (1994)
- 3+1 (1994)
- Ice-Coffin (1995)
- Gekreuzigt (1998)
- Unsere Rettung (1998)
- Das weisse Licht (1999)
- Fieber (1999, feat. Nina Hagen)
- Supernova (2001)
- Niemand (2001)
- Augen Auf! (2004)
- Brennende Liebe (2004, feat. L'Âme Immortelle)
- Sex hat keine Macht (2004)
- Gott ist ein Popstar! (2006)
- Das letzte Streichholz (2006)
- Die Schlinge (2006, feat. Apocalyptica)
- Gekreuzigt 2006 + The Power of Love (2006) (double single)
- Träumst Du? (2007, feat. Marta Jandová)
- Wach auf! (2008)
- Labyrinth (2008)
- Sandmann (2009)
- Zwei Schritte vor (2012)

### DVD
- Rohstoff (2007)

Az Oomph!-nak eddig egyetlen DVD-je jelent meg Rohstoff címmel. Ezen található az eddigi legnagyobb koncertjük felvétele, 23 szám, videóklipek werkfilmekkel, és egy exkluzív interjú. A DVD 2007. július 20-án került a boltokba.

### Remixek
- Upperworld – Syntec
- Ich sehe dich – Such A Surge
- L 'Oasis – La Floa Maldita
- Good God (The Mixes) – Korn
- Und…ich lauf – Joachim Witt
- Painful Reconstructed EP- Sin
- Freedom – De/Vision
- Sheila – Rauhfaser
- Here Comes The Pain – Farmer Boys
- Silver Surger – Such A Surge
- Keilerkopf I – Keilerkopf
- Hülle – Keilerkopf
- Traumschloss – Keilerkopf
- Monochrom – Herzer
- Glas – Herzer
- Supergestört und Superversaut – Joachim Witt
- Krieger – And One
- Ernten Was Wir Säen - Die Fantastischen Vier